# Garde församling
Garde församling är en församling som utgör ett eget pastorat i Sudertredingens kontrakt i Visby stift i Svenska kyrkan. Församlingen ligger i Gotlands kommun i Gotlands län. Församlingen är enligt medlemsantalet den minsta territoriella församlingen i Sverige med eget pastorat.

## Administrativ historik
Församlingen har medeltida ursprung. 
Församlingen var till 2006 moderförsamling i pastoratet Garde och Etelhem, som den 1 maj 1920 utökades med Alskogs och Lye församlingar och 1962 med Ardre församling. Församlingarna i pastoratet uppgick 2006 i Garde församling, som därefter utgör ett eget pastorat.

## Kyrkor
- Alskogs kyrka
- Ardre kyrka
- Etelhems kyrka
- Garde kyrka
- Lye kyrka